# Ліцей №1 міста Хоростків
Ліцей № 1 міста Хоростків — заклад загальної середньої освіти міста Хоростків.

## Історія
Перші відомості про створення загальноосвітньої школи № 2 відносяться до вересня 1939 року. Спочатку школа була семирічною, а згодом — восьмирічною. У 1970 році розпочалося будівництво нового корпусу, до якого завітали першокласники 1 вересня 1972 року.
У 2022 році змінено назву на Ліцей № 1 м. Хоростків Хоросткіської міської ради Тернопільської області.
Станом на січень 2025 року у закладі освіти навчаються 480 учнів та працює 48 учителів.

## Цікаві проєкти
- На території школи знаходиться пам'ятник Тарасові Шевченку. Щорічно учні вітають Кобзаря із днем народження й організовують різноманітні заходи.
- 28 квітня 2023 року на базі опорного закладу організовано і проведено Всеукраїнський захід — Mini EdCamp Khorostkiv на тему «Національна ідентичність у НУШ: практичні кейси для освітнього процесу». Експертами заходу були відомі науковці, педагоги України (Ковбасенко Ю. І., Калинич О. В., Парадовська Т., Волощук С., Волощук Н., Гриців О. та ін.).

## Керівники (директори) закладу освіти
- 1972—2000 — Василь Васильович Шайнюк — учитель фізики.
- 2000—2013 — Михайло Федорович Музика — учитель історії та правознавства.
- 2013—2021 — Галина Юріївна Ворона — вчитель біології і хімії, вчитель вищої категорії, вчитель методист, відмінник освіти України. Нагороджена Почесною грамотою Кабінету Міністрів України.
- 2022 — на даний час — Світлана Олександрівна Дячок — учитель-методист української мови та літератури, кандидат філологічних наук[1].

## Методична рада закладу освіти
Діють п'ять методичних об'єднань:
- суспільно-гуманітарного циклу
- природничо-математичного циклу
- художньо-естетичного та здоров'язбережувального циклу
- асистентів-учителів
- вчителів початкових класів та вихователів груп подовженого дня

Педагоги є членами журі обласних олімпіад, Усеукраїнських конкурсів «Учитель року», співавторами підручників та методичної літератури (зокрема модельної навчальної програми «Українська література. 5-6 класи» (2021), підручників «Українська література» (2021, 2022, 2023, 2024), «Зарубіжна література» (2021, 2022, 2023, 2024), зошитів «Українська мова»), експертами Державної служби якості освіти.
У закладі освіти працює п'ятеро сертифікованих педагогів. Одна супервізорка.

## Досягнення
10 березня 2024 року в закладі освіти встановлено Національний рекорд України . 22 письменників і письменниць України: Томенчук Богдан, Дара Корній, Зірка Мензатюк, Саліпа Ольга, Фіалко Ніна, Обшарська Раїса, Топоровський Ігор, Гузовська-Корицька Галина, Семенюк Валентина, Биндас Зоряна, Радушинська Оксана, Павленко Марина, Череп-Пероганич Тетяна, Гнатович Тамара, Волотовська Наталія, Макарик Віталіна, Галицька Наталка, Ходюк Олена, Галич Уляна, Атаманчук Ольга, Кічура Леся, Куціра Христина, — у Ліцеї № 1 м. Хоростків у 22 класах провели уроки літератури в один день.

## Випускники, які загинули у війні із РФ
- Бобик Володимир[4]
- Жебелюк Ярослав[5]
- Шевчук Василь Володимирович

## Відомі випускники
- Барановський Остап Миколайович — український художник, музикант, поет.
- Дадерко Аліна Мирославівна — українська важкоатлетка. Триразова чемпіонка України (2020,2021,2022), чемпіонка Європи серед дівчат до 15 років у ваговій категорії до 55 кг (2022) та до 17 років у 59 кг (2023).
- Дадерко Віталій Мирославович — український важкоатлет.
- Доскоч Павло Іванович — український співак, автор та виконавець власних пісень. Заслужений артист України (2018).
- Ковальчук-Буряк Лариса Володимирівна — українська бандуристка.
- Лівель Ольга Олександрівна — українська політична та громадська діячка.
- Марків Віталій Михайлович — український військовослужбовець, ветеран батальйону оперативного призначення імені Кульчицького. Офіцер Бригади Оперативного призначення Буревій Нацгвардії України. Учасник Революції гідності та російсько-української війни.
- Шевчук Василь Володимирович — український спортсмен, громадський активіст, учасник російсько-української війни[6].
- Мельник Андрій Миколайович - доктор технічних наук ЗУНУ, доцент, завідувач лабораторії розробки та підтримки програмного забезпечення ННЦІТ.